# Dragobužde
Dragobužde (Servisch cyrillisch Драговужде) is een plaats in de Servische gemeente Vranje. De plaats telt 49 inwoners (2002).